# Instabilitätsstreifen
Der Instabilitätsstreifen ist ein schmaler Streifen im Hertzsprung-Russell-Diagramm, in dem pulsierende Sterne liegen. Verantwortlich für diese Pulsationen ist der Kappa-Mechanismus.
Der Streifen erstreckt sich von den hellsten Cepheiden am oberen Ende bis zur Hauptreihe am unteren. Enthalten sind außerdem RR-Lyrae-Sterne und Delta-Scuti-Sterne. Der Mechanismus des Pulsierens ist zwar bei allen Sternen im Instabilitätsstreifen der gleiche, die verschiedenen Typen durchlaufen den Streifen jedoch aufgrund verschiedener Zusammensetzung und Masse und verschiedenen Alters an unterschiedlichen Stellen.